# 우크라이나 소비에트 사회주의 공화국의 국가

우크라이나 소비에트 사회주의 공화국의 국기

우크라이나 소비에트 사회주의 공화국의 국가(우크라이나어: Державний гімн Української Радянської Соціалістичної Республіки)는 우크라이나가 소비에트 연방의 공화국이던 시기에 사용되었던 국가이다. 1949년부터 1991년까지 사용되었다. 곡은 안톤 레베디네츠에 의해 작곡되었고, 최초의 가사는 파블로 티치나가 썼다. 1978년에 이오시프 스탈린을 찬양하는 내용이 들어 있는 2절을 개사했는데, 그 부분은 미콜라 바잔이 썼다. 여기에 실린 가사는 1978년에 개사된 것이다.
우크라이나의 미승인국인 노보로시야 연방국은 이 곡에 러시아어로 된 새로운 가사를 붙인 노래를 국가로 사용한다.

## 가사

### 1978년 ~ 1991년
| 우크라이나어 (키릴문자) | 우크라이나어 (로마자) | 한국어 해석 |
| Живи, Україно, прекрасна і сильна, В Радянськім Союзі ти щастя знайшла. Між рівними рівна, між вільними вільна, Під сонцем свободи, як цвіт розцвіла. Prispiw: Слава Союзу Радянському, слава! Слава Вітчизні на віки-віків! Живи Україно, радянська державо, В єдиній родині народів-братів! Нам завжди у битвах за долю народу Був другом і братом російський народ, Нас Ленін повів переможним походом Під прапором Жовтня до світлих висот. Prispiw Ми славим трудом Батьківщину могутню, Утверджуєм правду безсмертних ідей. У світ комунізму – величне майбутнє Нас Ленінська партія мудро веде. Prispiw | Žyvy, Ukrajino, prekrasna i sylna, V Raďianśkim Sojuzi ty ščastia znajšla. Miž rivnymy rivna, miž vilnymy vilna, Pid soncem svobody, jak cvit rozcvila. Prispiv: Slava Sojuzu Raďanśkomu, slava! Slava Vitčyzni na viky-vikiv! Žyvy, Ukrajino, radianśka deržavo, V jedynyj rodyni narodiv-brativ! Nam zavždy u bytvach za dolu narodu Buv druhom i bratom rosijśkyj narod. Nas Lenin poviv peremožnym pochodom Pid praporom Žovtńa do svitlych vysot. Prispiv My slavym trudom baťkivščynu mohuťńu, Utverdžujem pravdu bezsmertnych idej. U svit komunizmu – velyčne majbuťńe Nas Leninśka partija mudro vede. Prispiv | 살아라, 아름답고 강력한 우크라이나이여 소비에트 연방에서 그대는 행복을 찾았다 평등 중의 평등, 자유 중의 자유 자유의 햇볕 아래 그대는 꽃으로 피어나리라 후렴: 영광의 소비에트 연방에 영광을, 영광을! 불멸의 조국에 영광을, 영광을! 소비에트 우크라이나 국민이여 영원하라 통일된 형제 국가의 가족으로! 우리 인민의 운명을 건 전투들에서 언제나 러시아 인민은 우리의 형제이자 친구였다 레닌은 10월 혁명의 깃발을 들고 우리를 승리의 운동으로 이끌었다 10월의 기 아래 빛나는 고지로 나아가자 후렴 우리는 노동으로 강력한 조국의 이름을 드높였고불멸할 사상의 진실성을 확인했다 세계 공산주의에는 위대한 미래가 있고 레닌의 당은 우리를 항상 올바르게 영도한다 후렴 |

### 1949년 ~ 1956년
| 우크라이나어 (키릴문자) | 우크라이나어 (로마자) | 한국어 해석 |
| Живи, Україно, прекрасна і сильна, В Радянськім Союзі ти щастя знайшла. Між рівними рівна, між вільними вільна, Під сонцем свободи, як цвіт, розцвіла. Prispiw: Слава Союзу Радянському, слава! Слава Вітчизні народів-братів! Живи, Україно, радянська державо, Возз’єднаний краю на віки-віків! Нам завжди у битвах за долю народу Був другом і братом російський народ, І Ленін осяяв нам путь на свободу, І Сталін веде нас до світлих висот. Prispiw Розіб’ємо всі ми ворожі навали Народного гніву священним мечем! Під стягом радянським ми дужими стали І в світ Комунізму велично ідем! Prispiw | Žyvy, Ukrajino, prekrasna i syľna, V Radjanśkim Sojuzi ty ščastja znajšla. Miž rivnymy rivna, miž viľnymy viľna, Pid soncem svobody, jak cvit, rozcvila. Prispiv: Slava Sojuzu Radjaśkomu, slava! Slava Vitčyzni narodiv-brativ! Žyvy, Ukrajino, radjanśka deržavo, Vozzjednanyj kraju na viky-vikiv! Nam zavždy u bytvach za dolju narodu Buv druhom i bratom rosijśkyj narod, I Lenin osjajav nam puť na svobodu, I Stalin vede nas do svitlych vysot. Prispiv Rozib'jemo vsi my voroži navaly Narodnoho hnivu svjaščennym mečem! Pid stjahom radjanśkym my dužymy staly I v svit Komunizmu velyčno idem! Prispiv | 살아라, 아름답고 강력한 우크라이나이여 소비에트 연방에서 그대는 행복을 찾았다 평등 중의 평등, 자유 중의 자유 자유의 햇볕 아래 그대는 꽃으로 피어나리라 후렴: 영광의 소비에트 연방에 영광을, 영광을! 불멸의 조국에 영광을, 영광을! 소비에트 우크라이나 국민이여 영원하라 통일된 형제 국가의 가족으로! 우리 인민의 운명을 건 전투들에서 언제나 러시아 인민은 우리의 형제이자 친구였다 레닌은 우리에게 자유로 가는 길로 안내했고, 스탈린은 우리를 광명의 고지로 영도했다 후렴 우리는 국민의 분노가 담긴 신성한 검으로 침략자들을 퇴치할 것이다! 강력한 소련의 깃발 아래에서 우리는 통일되었고, 세계 공산주의로 충직하게 나아갈 것이다! 후렴 |